# مونتيليو مونفيراتو
مونتيليو مونفيراتو (بالإيطالية: Montiglio Monferrato)‏ هي بلدة وبلدية في مقاطعة أستي في إقليم بييمونتي في جنوب إيطاليا.

## السكان
في سنة 1861 بلغ عدد السكان 3٬300 نسمة، وتطور العدد ليصل في سنة 2011 لـ 1٬687 نسمة.
يظهر هذا المخطط البياني تطور النمو السكاني لـ مونتيليو مونفيراتو